# G. Gordon Liddy
G. Gordon Liddy, rodným jménem George Gordon Battle Liddy (30. listopadu 1930, New York – 30. března 2021) byl americký právník. Studoval na Fordham University, kterou úspěšně dokončil v roce 1952. Později nastoupil do americké armády a sloužil v Korejské válce. Po návratu začal studovat právo a následně začal pracovat pro FBI. Počátkem sedmdesátých let byl spolupracovníkem prezidenta Richarda Nixona, kvůli čemuž se zapletl do aféry Watergate. Za to byl odsouzen na dvacet let ve vězení, ale již v roce 1977 byl podmínečně propuštěn. Během osmdesátých let se začal věnovat herectví; hrál například v seriálu Miami Vice (1985) a filmu Jak jsem strávil léto (1990).